# 丸亀市立城乾小学校

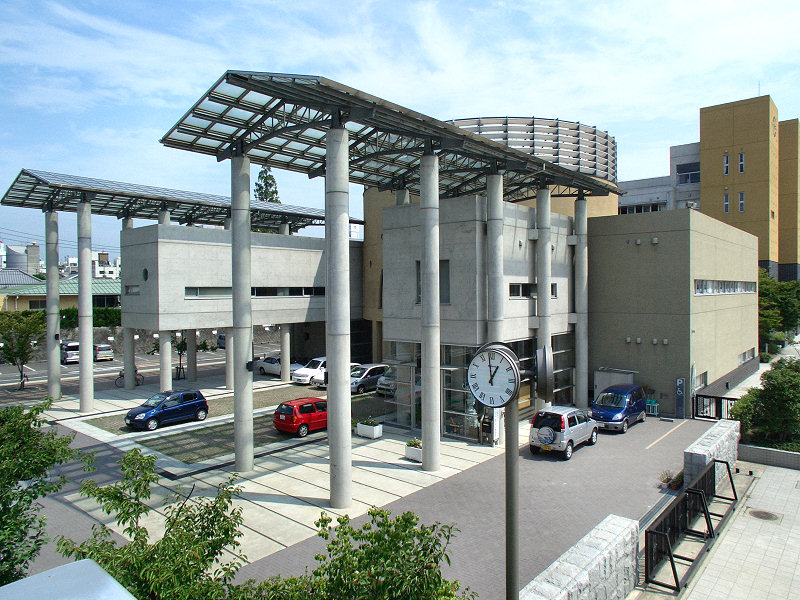
歩道橋から南東を望む

丸亀市立城乾小学校（まるがめしりつ じょうけんしょうがっこう）は、香川県丸亀市中府町五丁目にある公立小学校。
校名は、丸亀城の乾（いぬい；北西）に位置することから来ている（城乾小学校を参照）。現校舎は、毛綱毅曠の設計によって1999年に竣工したもの。

## 沿革
- 1887年（明治20年） - 那珂郡丸亀高等小学校として開校。
- 1910年（明治43年） - 高等科を併設し、丸亀尋常高等小学校と改称。
- 1999年（平成11年） - 現校舎が竣工。
- 2010年（平成22年） - 創立百周年を迎える。

## 通学区域
- 丸亀市
  - 西平山町、福島町、新町、通町、南条町、西本町1丁目～2丁目、幸町1丁目～2丁目、蓬莱町、中府町4丁目（一部）、中府町5丁目（一部）、新浜町1丁目～2丁目、塩屋町1丁目、塩屋町2丁目（一部）、塩屋町5丁目、前塩屋町1丁目（一部）、津森町（一部）

卒業生は基本的に丸亀市立東中学校・丸亀市立西中学校へ分かれて進学する。

## 周辺
- 丸亀城
- 丸亀市役所
- 丸亀郵便局
- 高松地方裁判所丸亀支部
- 妙行寺

## アクセス
- JR予讃線 丸亀駅から南へ500m
- 丸亀コミュニティバス 幸町停留所下車
- 香川県道21号丸亀詫間豊浜線沿い

## 通学区域が隣接している学校
- 丸亀市立城坤小学校
- 丸亀市立城西小学校
- 丸亀市立城北小学校